# Passage du Désir
Passage du Désir är en passage i Quartier de la Porte-Saint-Denis och Quartier de la Porte-Saint-Martin i Paris tionde arrondissement. Passagens namn är av oklart ursprung. Passage du Désir börjar vid Rue du Faubourg-Saint-Martin 89 och slutar vid Rue du Faubourg-Saint-Denis 84.

## Omgivningar
- Saint-Laurent
- Square Alban-Satragne
- Place Madeleine-Braun

## Bilder
| - Ingången vid Rue du Faubourg-Saint-Martin. - Saint-Laurent. - Square Alban-Satragne. - Place Madeleine-Braun. |

## Kommunikationer
- Tunnelbana – linje  – Château d'Eau
- Busshållplats Faubourg Saint-Denis – Paris bussnät, linje 32

### Webbkällor
- ”Passage du Désir”. Mairie de Paris. https://web.archive.org/web/20160303205409/http://www.v2asp.paris.fr/commun/v2asp/v2/nomenclature_voies/Voieactu/2750.nom.htm. Läst 23 september 2023.
- ”Passage du Désir (10ème arrondissement)”. Les rues de Paris. https://web.archive.org/web/20190916172334/http://www.parisrues.com/rues10/paris-10-passage-du-desir.html. Läst 23 september 2023.